# أوباتويك
أوباتويك (بالإنجليزية: Opatowiec) هي بلدة بولندية صغيرة تقع في مقاطعة كازيمير، جنوب وسط البلاد، وتقع على ضفة نهر " فيستولا" اليسرى، وتبعد عن العاصمة الإقليمية، كيلسي، نحو 73 كم.
وفي 1 يناير 2019 ، أصبحت أصغر مدينة في بولندا ، حيث يبلغ عدد سكانها 338 نسمة فقط، وتحتضن معالم محلية هامة كالكنيسة الدومينيكية التي يعود تاريخها إلى القرن الخامس عشر الميلادي والمنتزه المركزي.

## تاريخ
يعود أقدم إشارة إلى أوباتوفيتش إلى عام 1085، عندما قدمتها جوديتا ، زوجة الأمير واديسواف الأول هيرمان ، إلى الرهبان البينديكتين من تينيك.
وفي عام 1271، منح الأمير بوليسلاف الخامس أوباتوفيك ميثاقًا بموجب حقوق ماغديبورغ ، وأصبحت المدينة مركزًا تجاريًا محليًا ، نظرًا لموقعها المميز. 
وفي عام 1283 ، أسس الأب توماش ديرًا تابعًا للنظام الدومينيكي ، وفي عام 1341 ، منحها الملك كازيمير الثالث أوباتوفيتش الحق في تنظيم المعارض التجارية. وفي منتصف القرن الرابع عشر ، كان يسكن أوباتوفيك حوالي 1500 شخص. وعقد اجتماع لنبلاء بولندا الصغرى، في عام 1474، ونوقشت قضية الحرب مع الملك المجري ماتياس كورفينوس. وفي نفس العام ، استضاف الملك كازيمير الرابع في أوباتوفيتش مبعوثين من جمهورية البندقية ، لمناقشة الحرب مع الإمبراطورية العثمانية. وعند حلول عام 1500 ، كان لدى أوباتوفيتش كنيسة أبرشية ومستشفى والعديد من النقابات. وفي عام 1579 ، كانت البلدة تضم 55 ورشة عمل مختلفة وأربع مصانع.
وككثير من البلدات المركزية في بولندا الصغرى ، دمرت البلدة بالكامل من قبل الجنود السويديين بين عامي 1655 و1660. وفي عام 1772 ، وبعد التقسيم الأول لبولندا، تم شراء البلدة من عائلة واليوسكي، وعند عام 1815، كان جزء من البلدة تحت سيطرة الكونغرس الذي تسيطر عليه روسيا في بولندا ، وبدأت تفقد أهميتها، وبحلول عام 1862 ، كان عدد سكانها 459 نسمة و 67 منزلاً فقط. وفي عام 1869 ، جردت البلدة من ميثاقها، كعقاب على انتفاضة يناير.

## الحربان العالميتان
عانت أوباتوفيك خلال الحرب العالمية الأولى، وتسببت الحرب العالمية الثانية في مزيد من دمارها. وفي سبتمبر 1939 ، أحرقت القرية وفي 8 سبتمبر 1939 أطلق الجنود الألمان النار على 45 أسير حرب بولندي. في 28 يوليو 1944 ، اندلعت مناوشة من البلدة بين وحدة من جيش الوطن المحلي وجيش التحرير الروسي تحت قيادة النازية. ونتيجة لذلك ، قُتل 31 شخصًا ، من بينهم أطفال.